# Prospero Colonna (1707-1765)
Prospero Colonna di Sciarra (Roma, 17 de enero de 1707-Roma, 20 de abril de 1765) fue un eclesiástico italiano. 

## Biografía
Nacido en el seno de la antigua y noble familia Colonna como hijo de los príncipes de Carbognano Francesco Colonna y Vittoria Salviati, hizo sus estudios en las universidades de Parma y Padua hasta doctorarse in utroque iure antes de comenzar su carrera eclesiástica.
En tiempos de Clemente XII fue nombrado sucesivamente protonotario apostólico (1730), consultor de la Congregación de Ritos (1733) y clérigo de la Cámara Apostólica (1739). Benedicto XIV le creó cardenal diácono de San Giorgio in Velabro en el consistorio de septiembre de 1743, con dispensa por no haber recibido todavía las órdenes menores, que no tomó hasta seis años después; en años posteriores optó por las diaconías de Santa Maria ad Martyres y de Santa Agata in Suburra. En su dignidad cardenalicia fue prefecto de la Signatura Apostólica y de Propaganda Fide, protector de los cistercienses, de los franciscanos conventuales, de los canónigos regulares lateranenses y del reino de Francia, y participó en el cónclave de 1758 en que fue elegido papa Clemente XIII.
Fallecido en Roma en 1765 a los 58 años de edad, fue sepultado en la capilla familiar sita en el coro de la Basílica Liberiana de la misma ciudad.